# Thalictrum ujiinsulare
Thalictrum ujiinsulare är en ranunkelväxtart som beskrevs av S. Hatusima. Thalictrum ujiinsulare ingår i släktet rutor, och familjen ranunkelväxter. Inga underarter finns listade i Catalogue of Life.